# Hausvogteiplatz (metropolitana di Berlino)
La stazione di Hausvogteiplatz è una stazione della metropolitana di Berlino, sulla linea U2. È posta sotto tutela monumentale (Denkmalschutz).